# Ponte romana de Quelfes
A Ponte romana de Quelfes, igualmente conhecida como Ponte Velha de Quelfes, é uma estrutura histórica na freguesia de Quelfes, no Município de Olhão, em Portugal. Está classificada como Imóvel de Interesse Público.

## Descrição
A ponte possui um único arco, em volta perfeita, formado por aduelas em blocos, sendo a abóbada complementada por pequenas pedras em argamassa. A estrutura do arco é sustentada por paredes laterais, em blocos aparelhados. Suporta um tabuleiro de forma rompante, com duas rampas em calçada portuguesa. Nas imediações situa-se uma casa de cantoneiros.

## História
Devido à presença de vários elementos híbridos, é difícil identificar precisamente a data de construção da ponte, tendo alguns autores avançado a teoria que foi edificada no século I d.C., sendo então parte da rede de estradas aberta pelos romanos.  Além desta ponte, também há uma na área de Quelfes que foi atribuída ao período romano, situada junto à Estrada Nacional 125 e nas imediações da antiga Villa romana da Quinta de Marim. Outros investigadores apontam para os finais da Idade Média, devido à existência de vários elementos daquele período. Terá sido depois alvo de obras de reconstrução e de ampliação durante a Idade Moderna.
Em 18 de Junho de 1808, a ponte foi o palco de uma batalha, na qual um grupo de habitantes de Moncarapacho e Olhão, que dois dias antes se tinham revoltado contra o domínio napoleónico, derrotaram tropas francesas comandadas por Jean-Andoche Junot. Esta vitória foi comemorada por uma placa situada nas proximidades da ponte, colocada em 1989, e que apresenta esta inscrição «NO DIA 18 DE JUNHO DE 1808, NESTE LOCAL, TRAVOU-SE O COMBATE / ENTRE OS OLHANENSES E TROPAS FRANCESAS, AS QUAIS FORAM DERROTADAS / ATÉ AO SÍTIO DA MEIA-LÉGUA. / ESTE ACONTECIMENTO DEU-SE APÓS O LEVANTAMENTO PATRIÓTICO / DA POPULAÇÃO DE OLHÃO NO DIA 16 DE JUNHO / / ESTA LÁPIDE FOI AQUI MANDADA COLOCAR PELA CÂMARA MUNICIPAL / DE OLHÃO NO ANO DE 1989, PARA LEMBRAR E HOMENAGEAR O FEITO HERÓICO / DO POVO DESTE CONCELHO».
A estrutura foi classificada como Imóvel de Interesse Público pelo Decreto n.º 29/90, de 17 de Julho, com o nome de Ponte Velha de Quelfes.